# Frederik V van Hessen-Homburg
Frederik V Willem Christiaan (Bad Homburg vor der Höhe, 30 januari 1748 - aldaar, 20 januari 1820) was landgraaf van Hessen-Homburg van 1751 tot 1806. En na het Congres van Wenen was hij van 1815 tot 1820 landgraaf van het nieuwe landgraafschap Hessen-Homburg. Hij was de zoon van landgraaf Frederik IV en prinses Ulrike Louise van Solms-Braunfels.

## Regering
Bij de oprichting van de Rijnbond in 1806 werd Hessen-Homburg gemediatiseerd ten gunste van het groothertogdom Hessen. Na het Congres van Wenen was Frederik de enige gemediatiseerde vorst die zijn soevereiniteit terugkreeg.

## Huwelijk en kinderen
Frederik huwde op 27 september 1768 te Darmstadt met Caroline van Hessen-Darmstadt (1746-1821), dochter van landgraaf Lodewijk IX van Hessen-Darmstadt. Zij kregen de volgende kinderen:
- Frederik VI (1769-1829), landgraaf van Hessen-Homburg 1820-1829
- Lodewijk (1770-1839), landgraaf van Hessen-Homburg 1829-1839
- Caroline (1771-1854), huwde op 21 juli 1791 te Homburg met vorst Lodewijk Frederik II van Schwarzburg-Rudolstadt (1767-1807)
- Louise Ulrike (1772-1854), huwde op 19 juni 1793 te Homburg met prins Karel Gunther van Schwarzburg-Rudolstadt (1771-1825)
- Amalia (1774-1846), huwde in 1792 te Homburg met erfprins Frederik van Anhalt-Dessau (1769-1814)
- Paul (1775-1776)
- Augusta (1776-1871), huwde op 3 april 1818 te Homburg met erfgroothertog Frederik Lodewijk van Mecklenburg-Schwerin (1778-1819)
- Victor (1778-1780)
- Filips (1779-1846), landgraaf van Hessen-Homburg 1839-1846
- Gustaaf (1781-1848), landgraaf van Hessen-Homburg 1846-1848
- Ferdinand (1783-1866), landgraaf van Hessen-Homburg 1848-1866
- Marie Anne (1785-1846), huwde in 1804 te Berlijn met prins Willem van Pruisen (1783-1851)
- Leopold (1787–1813)